# Censo de los Estados Unidos de 1870
El censo de Estados Unidos de 1870 fue el noveno censo realizado en Estados Unidos. Se llevó a cabo el 1 de junio de 1870 y dio como resultado una población de 38 925 598 habitantes.

## Realización
El trabajo de realizar el censo fue asignado por el Congreso de los Estados Unidos al Cuerpo de Alguaciles de Estados Unidos. A causa de la abolición de la esclavitud este fue el primer censo en utilizar una única lista de preguntas para todos los habitantes, en lugar de tener cuestionarios separados para personas libres y esclavas. Las preguntas que se hicieron fueron:
- Nombre
- Edad
- Sexo
- Mes de nacimiento para los menores de un año de edad
- Raza (blanco, negro, mulato, indio o chino)
- Profesión, ocupación o rama comercial para los mayores de 15 años
- Valor de sus bienes inmuebles
- Valor de sus bienes muebles
- Lugar de nacimiento (estado, territorio o país)
- Informar si sus padres son extranjeros
- Informar si ha contraído matrimonio en el último año
- Informar si ha asistido a la escuela en el último año
- Informar si es analfabeta y tiene más de 20 años
- Informar si es sordo, mudo, ciego, loco, idiota, pobre o presidiario
- Informar si es un hombre mayor de 21 años
- Informar si es un hombre mayor de 21 años y se le ha negado el derecho al voto por otra causa que no sea haber sido condenado por rebelión u otro crimen

La última pregunta del censo, «Informar si es un hombre mayor de 21 años y se le ha negado el derecho al voto por otra causa que no sea haber sido condenado por rebelión u otro crimen» fue añadida para vigilar el cumplimiento de las enmiendas Decimocuarta y Decimoquinta de la Constitución de los Estados Unidos. La Decimocuarta enmienda retiraba el derecho a voto a aquellos condenados por haber cometido un crimen, incluyendo rebelión, principalmente a causa de la guerra civil estadounidense, y establecía que en el reparto de escaños para el Congreso de los Estados Unidos esas personas no debían ser tomadas en cuenta. Mientras que la Decimoquinta Enmienda prohibía que a las personas se les pudiera negar el derecho a voto por su raza o por haber sido previamente esclavos.
El censo no se llevó a cabo en el Territorio Indio, correspondiente a la parte oriental del actual estado de Oklahoma debido a sus particularidades legales.

## Resultados
| Posición | Estado               | Población |
| -------- | -------------------- | --------- |
| 1        | Nueva York           | 4 382 759 |
| 2        | Pensilvania          | 3 521 951 |
| 3        | Ohio                 | 2 665 260 |
| 4        | Illinois             | 2 539 891 |
| 5        | misuri               | 1 721 295 |
| 6        | Indiana              | 1 680 637 |
| 7        | Massachusetts        | 1 457 351 |
| 8        | Kentucky             | 1 321 011 |
| 9        | Tennessee            | 1 258 520 |
| 10       | Virginia             | 1 225 163 |
| 11       | Iowa                 | 1 194 020 |
| 12       | Georgia              | 1 184 109 |
| 13       | Míchigan             | 1 184 059 |
| 14       | Carolina del Norte   | 1 071 361 |
| 15       | Wisconsin            | 1 054 670 |
| 16       | Alabama              | 996 992   |
| 17       | Nueva Jersey         | 906 096   |
| 18       | Misisipi             | 827 922   |
| 19       | Texas                | 818 579   |
| 20       | Maryland             | 780 894   |
| 21       | Luisiana             | 726 915   |
| 22       | Carolina del Sur     | 705 606   |
| 23       | Maine                | 626 915   |
| 24       | California           | 560 247   |
| 25       | Connecticut          | 537 454   |
| 26       | Arkansas             | 484 471   |
| 27       | Virginia Occidental  | 442 014   |
| 28       | Minesota             | 439 706   |
| 29       | Kansas               | 364 399   |
| 30       | Vermont              | 330 551   |
| 31       | Nuevo Hampshire      | 318 300   |
| 32       | Rhode Island         | 217 353   |
| 33       | Florida              | 187 748   |
| 34       | Distrito de Columbia | 131 700   |
| 35       | Delaware             | 125 015   |
| 36       | Nebraska             | 122 993   |
| 37       | Nuevo México         | 91 874    |
| 38       | Oregón               | 90 923    |
| 39       | Utah                 | 86 336    |
| 40       | Nevada               | 42 941    |
| 41       | Colorado             | 39 864    |
| 42       | Washington           | 23 955    |
| 43       | Montana              | 20 595    |
| 44       | Idaho                | 14 999    |
| 45       | Dakota del Sur       | 11 776    |
| 46       | Arizona              | 9 658     |
| 47       | Wyoming              | 9 118     |
| 48       | Dakota del Norte     | 2 405     |

## Ciudades más pobladas
| Posición | Ciudad        | Estado               | Población |
| -------- | ------------- | -------------------- | --------- |
| 1        | Nueva York    | Nueva York           | 942 292   |
| 2        | Filadelfia    | Pensilvania          | 674 022   |
| 3        | Brooklyn      | Nueva York           | 396 099   |
| 4        | San Luis      | Misuri               | 310 864   |
| 5        | Chicago       | Illinois             | 298 977   |
| 6        | Baltimore     | Maryland             | 267 354   |
| 7        | Boston        | Massachusetts        | 250 526   |
| 8        | Cincinnati    | Ohio                 | 216 239   |
| 9        | Nueva Orleans | Luisiana             | 191 418   |
| 10       | San Francisco | California           | 149 473   |
| 11       | Búfalo        | Nueva York           | 117 714   |
| 12       | Washington    | Distrito de Columbia | 109 199   |
| 13       | Newark        | Nueva Jersey         | 105 059   |
| 14       | Louisville    | Kentucky             | 100 753   |
| 15       | Cleveland     | Ohio                 | 92 829    |
| 16       | Pittsburgh    | Pensilvania          | 86 076    |
| 17       | Jersey City   | Nueva Jersey         | 82 546    |
| 18       | Detroit       | Míchigan             | 79 577    |
| 19       | Milwaukee     | Wisconsin            | 71 440    |
| 20       | Albany        | Nueva York           | 69 422    |